# Comuna Starîi Dobrotvir, Kameanka-Buzka
Starîi Dobrotvir (în ucraineană Старий Добротвір) este o comună în raionul Kameanka-Buzka, regiunea Liov, Ucraina, formată din satele Dolînî, Koșakovski, Kozakî, Maiikî, Mateași, Rohali, Roketî, Starîi Dobrotvir (reședința), Strîhanka și Tîșîțea.

## Demografie
Componența lingvistică a comunei Starîi Dobrotvir
     Ucraineană (99,85%)
     Alte limbi (0,15%)
Conform recensământului din 2001, majoritatea populației comunei Starîi Dobrotvir era vorbitoare de ucraineană (99,85%), existând în minoritate și vorbitori de alte limbi.